# متیو مک‌گروری
متیو مک‌گروری (انگلیسی: Matthew McGrory; ۱۷ مهٔ ۱۹۷۳ – ۸ اوت ۲۰۰۵) هنرپیشه اهل ایالات متحده آمریکا بود. از فیلم‌هایی که وی در آن نقش داشته‌است، می‌توان به مردان سیاه‌پوش ۲، ماهی بزرگ، خانه ۱۰۰۰ جسد و مطرودین شیطان اشاره کرد.